# Nemesia tanit
Nemesia tanit (лат.) — вид пауков рода Nemesia из семейства Nemesiidae (Mygalomorphae). Эндемик Алжира.

## Этимология
Видовое название «tanit» дано в честь львиноголовой пунической богини Танит, которая считалась покровительницей древнего государства Карфаген; видовое название представляет собой существительное в приложении.

## Описание
Пауки среднего размера, длиной около 1,1 см, оранжево-коричневые. Новый вид имеет общее сочетание ретровентрального чистильного гребня на метатарзусе четвёртой пары ног и миниатюрной PMS (posterior median spinnerets) с несколькими южноевропейскими видами, родственными N. bristowei, а также с неописанным видом Nemesia из Туниса. Однако N. tanit отличается от всех вышеупомянутых видов строением копулятивных органов самок. У N. tanit сперматеки сходятся и слегка наклонены внутрь, тогда как у всех остальных отмеченных видов левые и правые ветви сперматеки расходятся и наклонены наружу. Цвет в спирте: карапакс средне-желтовато-коричневый, с более светлой желтоватой средней полосой и узкими полосами вдоль боковых краёв, глазной бугорок коричневато-чёрный; хелицеры средне-красновато-коричневые; стернум, нижняя губа, максиллы, педипальпы и ноги светло-желтовато-коричневые; стернум коричневато-жёлтый; большая часть брюшка и PMS светло-коричневато-серые; более тёмный рисунок на спине брюшка, состоящий из узкой срединной полосы, пересечённой несколькими поперечными шевронами средне-коричневого цвета.

## Таксономия и этимология
Вид был впервые описан в 2019 году израильским арахнологом Сергеем Зонштейном (The Steinhardt Museum of Natural History, Israel National Center for Biodiversity Studies, Тель-Авивский университет, Израиль).

## Распространение
Алжир, Algiers Province: surroundings of Algiers (36°45′N 03°33′E).